# Антилланка (комплекс вулканов)
Антилланка — комплекс вулканов. Располагается в области Лос-Лагос, Чили.
Находится в Патагонских Андах в 100 километрах к северо-востоку от города Пуэрто-Монт. Высшая точка комплекса — молодой вулкан Касабланка высотой 1990 метров, возникший в современный период. Группа вулканов Антилланка состоит из стратовулканов, шлаковых конусов, кратеров, мааров. Занимает площадь 380 км². Возник в эпоху плейстоцена и голоцена. Последний раз извергался больше 500 лет назад. Комплекс состоит в национальном парке Пуйхуе. На северо-западной оконечности группы находятся термальные источники.

## Видео
- Вид на окружающий пейзаж с вершины Касабланка на YouTube